# Championnats d'Europe de gymnastique artistique masculine 1977
Navigation
Édition précédente Édition suivante
Le 12e championnat d'Europe de gymnastique artistique masculine s'est déroulé à Vilnius en Union soviétique en 1977.

## Résultats

### Concours général individuel
| Rang               | Gymnaste                | Total  |
| ------------------ | ----------------------- | ------ |
| Médaille d'or      | Vladimir Markelov (URS) | 57.800 |
| Médaille d'argent  | Alexander Tkachev (URS) | 57.250 |
| Médaille de bronze | Vladimir Tikhonov (URS) | 56.850 |

### Finales par engins

#### Sol
| Rang               | Gymnaste                | Total |
| ------------------ | ----------------------- | ----- |
| Médaille d'or      | Aleksandr Tkachev (URS) | 19.30 |
| Médaille d'argent  | Vladimir Markelov (URS) | 19.15 |
| Médaille de bronze | Vladimir Tikhonov (URS) | 19.10 |

#### Cheval d'arçon
| Rang               | Gymnaste                | Total |
| ------------------ | ----------------------- | ----- |
| Médaille d'or      | Zoltan Magyar (HUN)     | 19.80 |
| Médaille d'argent  | Michael Nikolay (GDR)   | 19.55 |
| Médaille de bronze | Vladimir Markelov (URS) | 19.35 |

#### Anneaux
| Rang               | Gymnaste                | Total |
| ------------------ | ----------------------- | ----- |
| Médaille d'or      | Vladimir Markelov (URS) | 19.60 |
| Médaille d'argent  | Aleksandr Tkachev (URS) | 19.40 |
| Médaille de bronze | Vladimir Tikhonov (URS) | 19.15 |

#### Saut
| Rang               | Gymnaste                | Total  |
| ------------------ | ----------------------- | ------ |
| Médaille d'or      | Jirí Tabak (TCH)        | 19.275 |
| Médaille d'or      | Ralf Barthel (GDR)      | 19.275 |
| Médaille de bronze | Vladimir Markelov (URS) | 19.050 |

#### Barres parallèles
| Rang              | Gymnaste                | Total |
| ----------------- | ----------------------- | ----- |
| Médaille d'or     | Vladimir Tikhonov (URS) | 19.10 |
| Médaille d'argent | Ralf Barthel (GDR)      | 18.90 |
| Médaille d'argent | Eberhard Gienger (FRG)  | 18.90 |

#### Barre fixe
| Rang              | Gymnaste                | Total |
| ----------------- | ----------------------- | ----- |
| Médaille d'or     | Stojan Deltchev (BUL)   | 19.35 |
| Médaille d'argent | Vladimir Markelov (URS) | 19.25 |
| Médaille d'argent | Aleksandr Tkachev (URS) | 19.25 |

## Tableau des médailles
| 1 | {{country data {{{1}}} | Pays/callback | name = | variant= | size= }} | ? | ? | ? | ? |
| 2 | {{country data {{{1}}} | Pays/callback | name = | variant= | size= }} | ? | ? | ? | ? |
| 3 | {{country data {{{1}}} | Pays/callback | name = | variant= | size= }} | ? | ? | ? | ? |
| 4 | {{country data {{{1}}} | Pays/callback | name = | variant= | size= }} | ? | ? | ? | ? |
| 5 | {{country data {{{1}}} | Pays/callback | name = | variant= | size= }} | ? | ? | ? | ? |
| 6 | {{country data {{{1}}} | Pays/callback | name = | variant= | size= }} | ? | ? | ? | ? |
| 7 | {{country data {{{1}}} | Pays/callback | name = | variant= | size= }} | ? | ? | ? | ? |
| 8 | {{country data {{{1}}} | Pays/callback | name = | variant= | size= }} | ? | ? | ? | ? |